# Mount George Murray
Mount George Murray är ett berg i Antarktis. Det ligger i Östantarktis. Nya Zeeland gör anspråk på området. Toppen på Mount George Murray är 1 097 meter över havet.
Terrängen runt Mount George Murray är huvudsakligen kuperad, men västerut är den platt. Trakten är obefolkad. Det finns inga samhällen i närheten.